# Südamerika-Gipfel
Als Südamerika-Gipfel werden drei Gipfeltreffen der 12 südamerikanischen Präsidenten bezeichnet, die in den Jahren 2000, 2002 und 2004 stattfanden und politisch-wirtschaftliche Probleme des Subkontinents behandelten. Die Südamerikanische Staatengemeinschaft CSN (Comunidad Sudamericana de Naciones), auch Unasur, wurde auf dem dritten und in dieser Form voraussichtlich letzten Gipfel gegründet.
Die dort beschlossene Declaración del Cusco kündigte ein südamerikanisches Parlament (analog dem Europaparlament) an, einen gemeinsamen Markt und auch eine gemeinsame Währung (Währungsunion).
Im Fußball werden die Ländermatches Brasilien-Argentinien ebenfalls als „Südamerika-Gipfel“ bezeichnet.

## Die drei Gipfel
- I – 31. August bis 1. September 2000 in Brasília, Brasilien. Gründung der Initiative zur regionalen Integration der Infrastruktur Südamerikas (Iniciativa para la Integración de la Infraestructura Regional Suramericana, IIRSA).
- II – 26. bis 27. Juli 2002 in Guayaquil, Ecuador. Formulierung des Konsenses von Guayaquil.
- III – 8. bis 9. Dezember 2004 in Cusco, Peru und Ayacucho, Peru. Formulierung der Erklärung von Cuzco zur Etablierung der südamerikanischen Staatengemeinschaft aus 12 Staaten. Mit Teilnahme von Mexiko und Panama als Beobachter.
- Der 4. Gipfel sollte zugleich der erste der neuen Staatengemeinschaft sein und 2005 in Brasilien stattfinden.

## Dritter Gipfel (2004) und CSN
Mit der CSN-Gründung bezweckt Südamerika eine Annäherung zwischen der Andengemeinschaft CAN (Bolivien, Ecuador, Kolumbien, Peru und bis 2006 Venezuela) und dem Gemeinsamen Südamerikanischen Markt Mercosur (Argentinien, Brasilien, Paraguay und Uruguay). Mercosur und CAN sind der zweit- und drittgrößte Integrationsraum Amerikas nach der Nordamerikanischen Freihandelszone NAFTA. 

Von dem Zusammenschluss – der sich die Europäische Union zum Vorbild nimmt – versprechen sich die Mitglieder neben wirtschaftlichen Impulsen einen größeren internationalen Einfluss, insbesondere gegenüber den USA.
Zum Gipfelabschluss erklärte der Gastgeber, Perus Präsident Alejandro Toledo Manrique: „Wir werden Zeugen eines historischen Ereignisses, mit dem der Traum des Befreiers Simon Bolivar nach 180 Jahren Wirklichkeit zu werden beginnt ... Heute schaffen wir ein neues Land mit 361 Millionen Einwohnern.“
Treibende Kraft für die politische Integration war bis dahin Venezuelas Staatschef Hugo Chávez, der sich in der Nachfolge des Freiheitshelden Bolivar sieht. Seit 2005 wurde allerdings seine zunehmend linkspopulistische Politik zum Integrationshindernis (siehe EU-Lateinamerika-Gipfel 2006). Auch Brasiliens Präsident Lula da Silva unterstützte das Konzept – insbesondere seine sozio-ökonomische Zielsetzung – und ist heute sein stärkster Förderer. Auch nahm er bei einigen Konflikten seiner Nachbarländer die Rolle eines Mediators ein. Sehr zurückhaltend war hingegen Chile, das „demokratische Musterland“ des Kontinents. Auf globalen Freihandel ausgerichtet, gehört es weder CAN noch Mercosur an, ist mit letzterem aber assoziiert.
Der politisch-wirtschaftlichen Integration durch CSN sollte die Vernetzung der Infrastruktur folgen, wofür Brasilien und Peru als erstes Projekt den Bau einer 1.200 Kilometer langen Fernstraße Straßenverbindung „Transoceánica“ von der Atlantikküste bis zum Pazifik vereinbarten. Auch Staaten, die bislang weder zu Mercosur noch zur CAN gehören, sollen sich dem neuen Bündnis anschließen können, etwa Guyana oder Surinam. Chile gehörte 1969 zu den Gründungsmitgliedern der CAN, trat aber 1976 aus dem Pakt aus. Bolivien, Chile und Venezuela sind mit dem Mercosur assoziiert. Das erste Treffen der neuen Staatengemeinschaft wurde für 2005 in Brasilien festgesetzt.

### Kritik
Kritikern zufolge hat die neue Gemeinschaft jedoch wenig Zusammenhalt. So ließen sich 2004 in Peru gleich vier Staatschefs (Argentinien, Ecuador, Paraguay und Uruguay) durch Gesandte vertreten. Das von einigen Staaten (u. a. Brasilien) erhoffte Gegengewicht zur regionalen US-Vorherrschaft lehnen andere ab (z. B. Kolumbien), weil das neue Bündnis nicht zu einer antiamerikanischen Bewegung werden solle.
Im Rückblick behielten die skeptischen Stimmen großteils recht: Die bald stockenden EU-LAC-Gespräche und der Wiener EU-Lateinamerika-Gipfel im Mai 2006 machten gravierende Diskrepanzen unter Südamerikas Staatschefs sichtbar; der damalige Motor der Integration Hugo Chavez wurde zu ihrem Gegner, während die Verstaatlichungen von Boliviens neuem Präsidenten Evo Morales die industriellen Investoren (u. a. Brasiliens Petrobras und Spaniens Repsol) irritierten.